# 4.º Congresso Nacional do Partido Comunista da China
O Quarto Congresso Nacional do Partido Comunista da China foi realizado de 11 a 22 de janeiro de 1925, na Concessão Internacional de Xangai. A formação de uma frente única com os Nacionalistas restaurou gradualmente a força do movimento dos trabalhadores, aumentou a força dos movimentos de camponeses e fez com que a situação revolucionária aumentasse rapidamente. Assim, o quarto encontro foi convocado com o objetivo de fazer um balanço da aliança com o Kuomintang, fortalecer o papel da liderança comunista e responder a novos problemas que haviam surgido desde o último congresso.

## Discussão
O congresso analisou o papel das diferentes classes da sociedade chinesa no movimento revolucionário. Chamou atenção para a importância da liderança pelo proletariado e da aliança entre camponeses e operários, apontando que o movimento revolucionário da China só poderia ser vitorioso com a participação e liderança do proletariado e que a revolução chinesa precisaria da ampla participação de operários, camponeses e da pequena e média burguesia urbana, das quais os camponeses eram "uma parte importante" e os "aliados naturais da classe trabalhadora". O congresso resumiu as experiências e lições da cooperação com o Kuomintang nos anos anteriores e desenhou planos para desenvolver o movimento dos trabalhadores, camponeses, juventude e mulheres.
Foi decidido manter e fortalecer as organizações do partido por todo o país para conhecer as necessidades mais amplas para o desenvolvimento da revolução. O congresso também elegeu um novo Comitê Central Executivo.

## Eleitos
O Comitê Central Executivo elegeu Chen Duxiu, Zhang Guotao, Peng Shuzhi, Cai Hesen e Qu Qiubai como membros do Birô Central (posteriormente conhecido como Politburo), com Chen Duxiu sendo eleito Secretário-Geral do Comitê.